# Clasificación de CCCF/NAFC para la Copa Mundial de Fútbol de 1962
En esta Clasificación para la Copa Mundial de Fútbol de 1962 participaron un total de 8 selecciones norteamericanas, centroamericanas y de las islas Caribe que al final terminaron siendo 7 debido al retiro de Canadá, compitiendo por 3 puestos en la fase final. Estos puestos estaban disgregados de la siguiente manera:
- 0.5 puestos otorgados al ganador y a la Selección de Paraguay, afiliada a la Conmebol. Para completar el cupo, ambos seleccionados se enfrentarían en partidos de ida y vuelta y donde, por primera vez, se podría desempatar una llave mediante la diferencia de goles.

## Primera fase

### Grupo 1
| Equipo         | Pts. | PJ | PG | PE | PP | GF | GC | Dif |
| -------------- | ---- | -- | -- | -- | -- | -- | -- | --- |
| México         | 3    | 2  | 1  | 1  | 0  | 6  | 3  | 3   |
| Estados Unidos | 1    | 2  | 0  | 1  | 1  | 3  | 6  | -3  |

| 6 de noviembre de 1960 | Estados Unidos                               | 3:3 (1:3) | México                      | Wrigley Field, Los Ángeles                           |                                                      |
|                        | Bicek 31' (pen.) · Fister 58' · Zerhusen 84' |           | Mercado 8' · Reyes 17', 21' | Asistencia: 8 000 espectadores Árbitro(s): Dan Kulai | Asistencia: 8 000 espectadores Árbitro(s): Dan Kulai |

| 13 de noviembre de 1960 | México                            | 3:0 (3:0) | Estados Unidos | Estadio Universitario, Ciudad de México                     |                                                             |
|                         | Mercado 5' · Reyes 35' · Díaz 38' |           |                | Asistencia: 80 000 espectadores Árbitro(s): Gabriel Sánchez | Asistencia: 80 000 espectadores Árbitro(s): Gabriel Sánchez |

### Grupo 2
| Equipo     | Pts. | PJ | PG | PE | PP | GF | GC | Dif |
| ---------- | ---- | -- | -- | -- | -- | -- | -- | --- |
| Costa Rica | 5    | 4  | 2  | 1  | 1  | 13 | 8  | 5   |
| Honduras   | 5    | 4  | 2  | 1  | 1  | 5  | 7  | -2  |
| Guatemala  | 2    | 4  | 0  | 2  | 2  | 7  | 10 | -3  |

| 21 de agosto de 1960 | Costa Rica                 | 3:2 (1:2) | Guatemala                 | Estadio Nacional, San José        |                                   |
|                      | Rojas 28' · Ulloa 52', 58' |           | Espinoza 1' · Masella 35' | Árbitro(s): José Antonio Sundheim | Árbitro(s): José Antonio Sundheim |

| 28 de agosto de 1960 | Guatemala                              | 4:4 (1:2) | Costa Rica                        | Estadio Mateo Flores, Ciudad de Guatemala |                                   |
|                      | Contreras 13', 49', 79' · Espinoza 63' |           | Jiménez 18', 57' · Ulloa 35', 81' | Árbitro(s): José Antonio Sundheim         | Árbitro(s): José Antonio Sundheim |

| 4 de septiembre de 1960 | Honduras              | 2:1 (2:0) | Costa Rica    | Estadio Nacional, Tegucigalpa                                     |                                                                   |
|                         | Suazo 10' · Leaky 21' |           | Rodríguez 46' | Asistencia: 10 730 espectadores Árbitro(s): José Antonio Sundheim | Asistencia: 10 730 espectadores Árbitro(s): José Antonio Sundheim |

| 11 de septiembre de 1960 | Costa Rica                                                 | 5:0 (3:0) | Honduras | Estadio Nacional, San José                                        |                                                                   |
|                          | Jiménez 31', 34' · Ulloa 42' · Rodríguez 69' · Pearson 85' |           |          | Asistencia: 40 000 espectadores Árbitro(s): José Antonio Sundheim | Asistencia: 40 000 espectadores Árbitro(s): José Antonio Sundheim |

| 25 de septiembre de 1960 | Honduras  | 1:1 (0:1) | Guatemala     | Estadio Nacional, Tegucigalpa                             |                                                           |
|                          | Suazo 59' |           | Contreras 28' | Asistencia: 8 087 espectadores Árbitro(s): Ricardo Méndez | Asistencia: 8 087 espectadores Árbitro(s): Ricardo Méndez |

| 2 de octubre de 1960                                                        | Guatemala | 0:2 | Honduras | Estadio Mateo Flores, Ciudad de Guatemala |  |
| La FIFA le dio la victoria a Honduras por 2–0 por el walkover de Guatemala. |           |     |          |                                           |  |

#### Desempate
| 14 de enero de 1961 | Costa Rica    | 1:0 (1:0) | Honduras | Estadio Mateo Flores, Ciudad de Guatemala                   |                                                             |
|                     | Rodríguez 30' |           |          | Asistencia: 23 340 espectadores Árbitro(s): Fernando Buergo | Asistencia: 23 340 espectadores Árbitro(s): Fernando Buergo |

### Grupo 3
| Equipo                | Pts. | PJ | PG | PE | PP | GF | GC | Dif |
| --------------------- | ---- | -- | -- | -- | -- | -- | -- | --- |
| Antillas Neerlandesas | 3    | 2  | 1  | 1  | 0  | 2  | 1  | 1   |
| Guayana Neerlandesa   | 1    | 2  | 0  | 1  | 1  | 1  | 2  | -1  |

| 2 de octubre de 1960 | Guayana Neerlandesa | 1:2 (1:1) | Antillas Neerlandesas | Estadio Nacional, Paramaribo                             |                                                          |
|                      | Leo H. 34'          |           | Donals 43', 76'       | Asistencia: 9 000 espectadores Árbitro(s): Ovidio Orrego | Asistencia: 9 000 espectadores Árbitro(s): Ovidio Orrego |

| 27 de noviembre de 1960 | Antillas Neerlandesas | 0:0 (Global 2:1) | Guayana Neerlandesa | Estadio del Rif, Willemstad                                 |  |
|                         |                       |                  |                     | Asistencia: 10 855 espectadores Árbitro(s): Arturo Yamasaki |  |

## Fase final
| Equipo                | Pts. | PJ | PG | PE | PP | GF | GC | Dif |
| --------------------- | ---- | -- | -- | -- | -- | -- | -- | --- |
| México                | 5    | 4  | 2  | 1  | 1  | 11 | 2  | 9   |
| Costa Rica            | 4    | 4  | 2  | 0  | 2  | 8  | 6  | 2   |
| Antillas Neerlandesas | 3    | 4  | 1  | 1  | 2  | 2  | 13 | -11 |

| 22 de marzo de 1961                          | Costa Rica | 1:0 (0:0) | México | Estadio Nacional, San José                                     |                                                                |
|                                              | Gobán 51'  | Reporte   |        | Asistencia: 37 095 espectadores Árbitro(s): Eunapio de Queiroz | Asistencia: 37 095 espectadores Árbitro(s): Eunapio de Queiroz |
| Primera victoria de Costa Rica sobre México. |            |           |        |                                                                |                                                                |

| 29 de marzo de 1961 | Costa Rica                                                           | 6:0 (4:0) | Antillas Neerlandesas | Estadio Nacional, San José       |                                  |
|                     | Ulloa 12' · Quesada 28', 89' · Rojas 33' · Rodríguez 42' · Monge 50' | Reporte   |                       | Árbitro(s): Alberto Tejada Burga | Árbitro(s): Alberto Tejada Burga |

| 5 de abril de 1961 | México                                                    | 7:0 (2:0) | Antillas Neerlandesas | Estadio Universitario, Ciudad de México |                            |
|                    | Flores 28', 52', 64' · Reyes 45', 75' · González 65', 80' | Reporte   |                       | Árbitro(s): Raymond Morgan              | Árbitro(s): Raymond Morgan |

| 12 de abril de 1961 | México                                                 | 4:1 (2:0) | Costa Rica | Estadio Universitario, Ciudad de México |                                   |
|                     | Flores 1' · Cárdenas 32' · Gutiérrez 78' · Mercado 89' | Reporte   | Ulloa 54'  | Árbitro(s): José Antonio Sundheim       | Árbitro(s): José Antonio Sundheim |

| 23 de abril de 1961 | Antillas Neerlandesas | 2:0 (2:0) | Costa Rica | Estadio del Rif, Willemstad |                            |
|                     | Loran 30', 34'        | Reporte   |            | Árbitro(s): Isidro Trapote  | Árbitro(s): Isidro Trapote |

| 21 de mayo de 1961 | Antillas Neerlandesas | 0:0     | México | Estadio del Rif, Willemstad |                           |
|                    |                       | Reporte |        | Árbitro(s): Leo Goldstein   | Árbitro(s): Leo Goldstein |

## Repesca
| Equipo 1 | Agr. | Equipo 2 | Ida | Vuelta |
| -------- | ---- | -------- | --- | ------ |
| México   | 1-0  | Paraguay | 1-0 | 0-0    |

| 29 de octubre de 1961 | México    | 1:0 (0:0) | Paraguay | Estadio Universitario, Ciudad de México                        |                                                                |
|                       | Reyes 66' | Reporte   |          | Asistencia: 70 000 espectadores Árbitro(s): Walter van Rosberg | Asistencia: 70 000 espectadores Árbitro(s): Walter van Rosberg |

| 5 de noviembre de 1961 | Paraguay | 0:0 (Global 0:1) | México | Estadio de Puerto Sajonia, Asunción                           |                                                               |
|                        |          | Reporte          |        | Asistencia: 25 000 espectadores Árbitro(s): Pablo Victor Vaga | Asistencia: 25 000 espectadores Árbitro(s): Pablo Victor Vaga |

## Clasificado
| Bandera de México       |
| México                  |
| Ganador repesca América |

## Estadísticas

### Clasificación general
| Pos. | Selección             | Pts. | PJ | PG | PE | PP | GF | GC | Dif | Rend. |
| ---- | --------------------- | ---- | -- | -- | -- | -- | -- | -- | --- | ----- |
| 1    | Costa Rica            | 11   | 9  | 5  | 1  | 3  | 22 | 14 | 8   | 61.1% |
| 2    | México                | 8    | 6  | 3  | 2  | 1  | 17 | 5  | 12  | 50%   |
| 3    | Antillas Neerlandesas | 6    | 6  | 2  | 2  | 2  | 4  | 14 | -10 | 50%   |
| 4    | Honduras              | 5    | 5  | 2  | 1  | 2  | 5  | 8  | -3  | 50%   |
| 5    | Guatemala             | 2    | 4  | 0  | 2  | 2  | 7  | 10 | -3  | 50%   |
| 6    | Guayana Neerlandesa   | 1    | 2  | 0  | 1  | 1  | 1  | 2  | -1  | 25%   |
| 7    | Estados Unidos        | 1    | 2  | 0  | 1  | 1  | 3  | 6  | -3  | 25%   |

### Goleadores
| Jugador          | Selección  | Goles |
| ---------------- | ---------- | ----- |
| Juan Ulloa       | Costa Rica | 6     |
| Salvador Reyes   | México     | 5     |
| Francisco Flores | México     | 4     |
| Rubén Jiménez    | Costa Rica | 4     |
| Marvin Rodríguez | Costa Rica | 4     |
| Pinula Contreras | Guatemala  | 4     |